# إدوارد إبستاين
إدوارد إبستاين (بالإنجليزية: Edward Epstein)‏ هو عالم أرصاد أمريكي، ولد في 29 أبريل 1931 في ذا برونكس في الولايات المتحدة، وتوفي في 14 أكتوبر 2008 في بوتوماك في الولايات المتحدة.